# Roseraie du Val-de-Marne

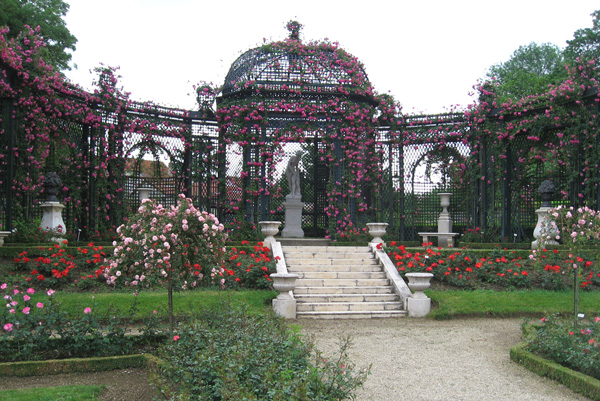
Roseraie du Val-de-Marne.

Roseraie du Val-de-Marne ist ein Rosengarten in l’Haÿ-les-Roses (acht Kilometer südlich von Paris) in Frankreich.
Das Rosarium ist der erste Garten seiner Größenordnung, der ausschließlich der „Königin der Blumen“ gewidmet wurde. Er wurde 1899 vom Rosensammler Jules Gravereaux (1844–1916), einem reichen Geschäftsmann, in dem damals L’Haÿ genannten Vorort von Paris gegründet. Die Gestaltung der Anlage wurde vom Landschaftsarchitekten Édouard André (1840–1911) durchgeführt und erlangte bald überregionale Bekanntheit. Zu Ehren des Rosengartens nahm die Stadt L’Haÿ im Mai 1914 offiziell den Namen L’Haÿ-les-Roses („L’Haÿ-die-Rosen“) an. 
1936 wurde der Garten vom Département Seine erworben und 1968 an das Département Val-de-Marne übergeben. 1994 wurde das Rosarium in „Roseraie du Val-de-Marne“ umbenannt.
Der „Rosengarten von Val-de-Marne“ erstreckt sich heute über 1,5 Hektar und beherbergt über 3000 Rosensorten in 13 Sektionen: Wildrosen, Kulturrosen, Alte und Moderne Rosen aus aller Welt. Der Schwerpunkt der Sammlung sind alte Rosensorten, vor allem aus dem 19. Jahrhundert und der ersten Hälfte des 20. Jahrhunderts. 
Der Garten ist für Besucher zugänglich. Er ist darüber hinaus eine Begegnungsstätte für Wissenschaftler, Botaniker und Rosenzüchter.